# 松竜
松竜（まつりゅう）は、日本の男性イラストレーター、原画家。新潟県出身。

## 作品

### 挿絵イラスト
- IX（古橋秀之著、電撃文庫）
- 天使のレシピ（御伽枕著、電撃文庫）
- 撃路崎真咲の密室プレイ（相生生音著、電撃文庫）
- 月巫女のアフタースクール（咲田哲宏著、角川スニーカー文庫）
- 夜想譚グリモアリス（海冬レイジ著、富士見ミステリー文庫・富士見ファンタジア文庫）
- 幻想譚グリモアリス（海冬レイジ著、富士見ファンタジア文庫）
- クイーンズブレイド 戦闘教官アレイン（キャラクターデザイン、ホビージャパン）
- 最強のおっさんハンター異世界へ 〜今度こそゆっくり静かに暮らしたい〜（月島秀一著、GAノベル）

### 他のイラスト
- ほのかLv.アップ!（劇中イラスト）
- 朝凪のアクアノーツ（応援イラスト）
- 俺の妹がこんなに可愛いわけがない コミックアンソロジー（表紙イラスト）
- ドリームクラブ ビジュアルファンブック（ショートストーリー挿絵）
- とある科学の超電磁砲 第7、14、15巻（応援イラスト、一部キャラクターデザイン）- キャラクターデザインについては第15巻にラフが掲載されている
- Juicy（表紙イラスト、創刊号NO.1 - 最終号NO.17）

### ゲーム
- 輝光翼戦記 天空のユミナ（Will、キャラクターデザイン・原画）
- 輝光翼戦記 天空のユミナFD -ForeverDreams-（Will、キャラクターデザイン・原画）
- CROSS†CHANNEL（FlyingShine、キャラクターデザイン・原画）
- 少女たちは荒野を目指す（みなとそふと、キャラクターデザイン・原画）
- Fate/Grand Order（TYPE-MOON、一部キャラクターデザイン）

## テレビ出演
- デジ絵の文法 - 髪（フジテレビ739）
- デジ絵の文法 - 背景（フジテレビ739）
- デジ絵の文法 - 線&絵師の隠れた妙技（フジテレビ739）